# Nicolás Marichal
Nicolás Marichal Pérez (* 17. března 2001) je uruguayský profesionální fotbalista, který hraje na pozici středního obránce za ruský klub FK Dynamo Moskva a uruguayský národní tým.

## Klubová kariéra
Marichal začal svou mládežnickou fotbalovou kariéru v Nacional de Sarandí del Yí a později přestoupil do Nacionalu. Svůj profesionální debut za klub si odbyl 8. února 2021 při ligovém vítězství 3:0 nad River Plate Montevideo.
Dne 30. srpna 2022 podepsal Marichal pětiletou smlouvu s ruským klubem FK Dynamo Moskva.

## Reprezentační kariéra
V lednu 2024 byl Marichal jmenován do týmu Uruguaye pro Předolympijský turnaj CONMEBOL 2024. Poprvé byl povolán do uruguayského národního týmu v březnu 2024 na přátelské zápasy proti Baskicku a Pobřeží slonoviny. Svůj debut si odbyl 23. března při remíze 1:1 proti Baskicku.
V červnu 2024 byl Marichal jmenován do 26členného týmu Uruguaye pro Copa América 2024.

## Statistiky

### Klubové
Platí k zápasu hranému 8. prosince 2024.
| Klub              | Sezóna            | Liga                        | Liga   | Liga | Národní pohár | Národní pohár | Kontinentální | Kontinentální | Ostatní | Ostatní | Celkově | Celkově |
| Klub              | Sezóna            | Soutěž                      | Zápasy | Góly | Zápasy        | Góly          | Zápasy        | Góly          | Zápasy  | Góly    | Zápasy  | Góly    |
| ----------------- | ----------------- | --------------------------- | ------ | ---- | ------------- | ------------- | ------------- | ------------- | ------- | ------- | ------- | ------- |
| Nacional          | 2020              | Uruguayská Primera División | 2      | 0    | —             | —             | 0             | 0             | 2       | 0       | 4       | 0       |
| Nacional          | 2021              | Uruguayská Primera División | 20     | 0    | —             | —             | 7             | 0             | 1       | 0       | 28      | 0       |
| Nacional          | 2022              | Uruguayská Primera División | 23     | 0    | 0             | 0             | 9             | 0             | 1       | 0       | 33      | 0       |
| Nacional          | Celkově           | Celkově                     | 45     | 0    | 0             | 0             | 16            | 0             | 4       | 0       | 65      | 0       |
| Dynamo Moskva     | 2022/23           | Ruská Premier Liga          | 14     | 0    | 3             | 0             | —             | —             | —       | —       | 17      | 0       |
| Dynamo Moskva     | 2023/24           | Ruská Premier Liga          | 21     | 0    | 10            | 0             | —             | —             | —       | —       | 31      | 0       |
| Dynamo Moskva     | 2024/25           | Ruská Premier Liga          | 15     | 0    | 7             | 0             | —             | —             | —       | —       | 22      | 0       |
| Dynamo Moskva     | Celkově           | Celkově                     | 50     | 0    | 20            | 0             | —             | —             | —       | —       | 70      | 0       |
| Celkově v kariéře | Celkově v kariéře | Celkově v kariéře           | 95     | 0    | 20            | 0             | 16            | 0             | 4       | 0       | 135     | 0       |

### Reprezentační
Platí k zápasu hranému 10. září 2024.
| Národní tým | Rok     | Zápasy | Góly |
| ----------- | ------- | ------ | ---- |
| Uruguay     | 2024    | 3      | 0    |
| Celkově     | Celkově | 3      | 0    |

## Úspěchy
Nacional
- Uruguayská Primera División: 2020, 2022
- Supercopa Uruguaya: 2021

Uruguay
- Třetí místo na Copa América: 2024